# Predrag Bubalo
Predrag Bubalo (en serbe cyrillique : Предраг Бубало ; né le 14 octobre 1954 à Vladičin Han) est un homme politique serbe. Membre du Parti démocrate de Serbie (DSS), il est ministre de l'Économie et de l'Industrie dans le premier gouvernement présidé par Vojislav Koštunica. Du 15 mai 2007 au 7 juillet 2008, il est ministre du Commerce et des Services du second gouvernement Koštunica.

## Parcours
Predrag Bubalo obtient un doctorat de la Faculté de droit de l'université de Novi Sad. À partir de 2002, il est directeur général de la fonderie Kikinda, située à Kikinda.